# Zoey Clark
Zoey Clark (Aberdeen, 25 de octubre de 1994) es una deportista británica que compite en atletismo, especialista en las carreras de relevos.
Ganó una medalla de plata en el Campeonato Mundial de Atletismo de 2017 y una medalla de bronce en el Campeonato Mundial de Atletismo en Pista Cubierta de 2018.
Además, obtuvo una medalla de bronce en el Campeonato Europeo de Atletismo de 2018 y dos medallas de plata en el Campeonato Europeo de Atletismo en Pista Cubierta, en los años 2019 y 2021.
Participó en los Juegos Olímpicos de Tokio 2020, ocupando el quinto lugar en el relevo 4 × 400 m.

## Palmarés internacional
| Campeonato Mundial                   | Campeonato Mundial       | Campeonato Mundial | Campeonato Mundial |
| Año                                  | Lugar                    | Medalla            | Prueba             |
| ------------------------------------ | ------------------------ | ------------------ | ------------------ |
| 2017                                 | Londres (Reino Unido)    | Medalla de plata   | 4 × 400 m          |
| Campeonato Mundial en Pista Cubierta |                          |                    |                    |
| Año                                  | Lugar                    | Medalla            | Prueba             |
| 2018                                 | Birmingham (Reino Unido) | Medalla de bronce  | 4 × 400 m          |
| Campeonato Europeo                   |                          |                    |                    |
| Año                                  | Lugar                    | Medalla            | Prueba             |
| 2018                                 | Berlín (Alemania)        | Medalla de bronce  | 4 × 400 m          |
| Campeonato Europeo en Pista Cubierta |                          |                    |                    |
| Año                                  | Lugar                    | Medalla            | Prueba             |
| 2019                                 | Glasgow (Reino Unido)    | Medalla de plata   | 4 × 400 m          |
| 2021                                 | Toruń (Polonia)          | Medalla de plata   | 4 × 400 m          |